# Émile Penchinat
Pour les articles homonymes, voir Penchinat.
Émile Penchinat, né à Sommières le 2 mai 1840 et mort à Marseille le 29 mars 1915, est un avocat, écrivain et homme politique français.
Il est secrétaire perpétuel de l'Académie de Marseille de 1904 à 1909.

## Biographie
Étienne Émile Alfred Penchinat appartient à une famille de républicains notoires de Nîmes, de tradition protestante.
Docteur en droit, il est avocat au barreau de Nîmes, puis entre dans la magistrature en 1879 comme substitut à Nice, puis à Marseille. À la fin de 1880, il quitte la carrière judiciaire et se fait inscrire au barreau de Marseille. Il est alors avocat pendant une dizaine d'années puis se consacre exclusivement à la littérature. Il publie des romans et des nouvelles sous le pseudonyme d'Émile Valentin. En 1896 il entre à l'Académie de Marseille ; dans son discours de réception sur l'évolution de la littérature au XIXe siècle, il fait un parallèle fort spirituel entre Balzac et Chateaubriand. En 1904, il est élu secrétaire perpétuel (après avoir été secrétaire adjoint de 1902 à 1904), mais ayant peu de goût pour cette tâche, il démissionne en 1909 au profit du chanoine Stanislas Gamber.
Émile Penchinat a eu aussi une carrière politique locale. Sous l'étiquette radicale-socialiste, il a été conseiller de l'arrondissement du Vigan (1871-1880) puis conseiller général du Gard pour le canton de Saint-Hippolyte-du-Fort (1880-1886) et conseiller municipal et adjoint au maire à Marseille (1881-1883).
Il meurt à Marseille le 29 mars 1915. Il est enterré dans la tombe familiale au cimetière de Sommières.

## Œuvres
- Malheureux fortuné, comédie.
- Un souper de Ninon, comédie.
- Les deux Bassompierre, livret d'un opéra en deux actes d'Henri Thourel. Représenté à Nîmes en 1870.
- Le Tonneau de Gandolfo, livret d'un opéra d'Alphonse Pellet.

Sous le pseudonyme d'Émile Valentin, il a écrit plusieurs œuvres, notamment trois romans et des nouvelles :
- Le Mas des Sylvains, roman, Paris, Calmann-Lévy.
- Dangereuse conquête, roman, Paris, E. Flammarion
- Louba Volanof, roman, Paris, Calmann-Lévy.
- Feuilles d'avril, recueil de contes (1905).
- Rédemption : Poème antiesclavagiste en six chants, Godenne, 1894, 80 p.